# César Millas
César Carlos Millas Suzarte (Parral, 7 de diciembre de 1936-Santiago, 29 de julio de 1971) fue un periodista, músico y director de televisión chileno. Es el primer mártir que tuvo la televisión chilena al fallecer en un accidente mientras desempeñaba sus labores profesionales.

## Biografía
Nació en Parral el 7 de diciembre de 1936, siendo sus padres Osvaldo Millas Parada y Beatriz Suzarte. Estuvo casado con María de la Luz Savagnac, quien se desempeñó como asistente de producción en Televisión Nacional de Chile; tuvieron una hija, Natalia Millas Savagnac. Estudió periodismo en la Universidad de Chile, desempeñándose posteriormente en la Oficina de Informaciones y Radiodifusión de la Presidencia de la República y en el Ministerio de Educación.
En el plano musical, Millas formó parte del conjunto folclórico «Los Ponchos Negros» junto a Ronnie Medel, Luis Valdés y Miguel Esper. El grupo obtuvo el primer lugar en la competencia folclórica del Festival Internacional de la Canción de Viña del Mar de 1968 con el tema «Camanchaca y polvareda», compuesto por Ricardo de la Fuente.
En junio de 1968 renunció a Los Ponchos Negros y se trasladó a París para realizar cursos de dirección de televisión en la Office de Radiodiffusion-Télévision Française (ORTF), en donde fue destacado por sus habilidades:

"Gran capacidad en todos los ámbitos. Sabe tomar sus responsabilidades y se atreve a hacer sus elecciones. Posee a fondo la técnica y sabe hacer de todo Es un hombre de espectáculo e introduce e1 espectáculo en todos los temas que trata. Mucho talento"
Jurado de Prácticas de la ORTF (1968).

En 1969 ingresó a Televisión Nacional de Chile (TVN), canal en donde tuvo a cargo la dirección de los programas musicales y shows de espectáculos, como por ejemplo Musical 0990 y Cantaron en Viña un día. El 29 de julio de 1971, mientras se alistaba a abordar un avión para filmar escenas del Regimiento de Artillería Antiaérea de Colina, Millas fue impactado por una de las hélices de la aeronave, falleciendo en las horas siguientes y convirtiéndose en el primer mártir de la televisión chilena; sus funerales se realizaron en el Cementerio General de Santiago. El último programa dirigido por César Millas, correspondiente a un especial musical con la artista Luz Eliana, fue emitido de manera póstuma el 16 de diciembre de 1971 en TVN.